# Chromosom metacentryczny
Chromosom metacentryczny – typ morfologiczny chromosomu, w którym centromer jest położony dokładnie w połowie długości chromosomu. Ramiona chromosomu metacentrycznego mają równą długość.